# Europapokal der Landesmeister 1967/68
Der Europapokal der Landesmeister 1967/68 war die 13. Auflage des Wettbewerbs. 32 Klubmannschaften nahmen teil, darunter Celtic Glasgow als Titelverteidiger und Landesmeister und weitere 31 Landesmeister der vorangegangenen Saison.
Mit Manchester United als Sieger ging der Pokal zum ersten Mal nach England.
Die Teilnehmer spielten im reinen Pokalmodus mit (bis auf das Finale) Hin- und Rückspielen um die Krone des europäischen Vereinsfußballs. Bei Torgleichstand sollte in den ersten zwei Runden die Auswärtstorregel und danach ein zusätzliches Entscheidungsspiel die Entscheidung herbeiführen. Sollte auch dieses Unentschieden ausgehen, wurde eine Münze geworfen. Der deutsche Meister Eintracht Braunschweig musste im Viertelfinale gegen Juventus Turin zu einem Entscheidungsspiel im Berner Wankdorfstadion antreten. Im Hinspiel hatten die Braunschweiger gegen die favorisierten Italiener mit 3:2 gewonnen. Unglücksrabe in diesem Spiel war der Braunschweiger Verteidiger Peter Kaack, der zwei Eigentore schoss und einen Treffer zum zwischenzeitlichen 1:1-Ausgleich erzielte. Beim Rückspiel in Turin gewannen die Italiener durch ein Elfmetertor in der letzten Minute. Das Entscheidungsspiel ging mit 1:0 an Juventus Turin.
Das Finale fand am 29. Mai 1968 im Wembley-Stadion von London vor 92.225 Zuschauern statt.

## 1. Runde

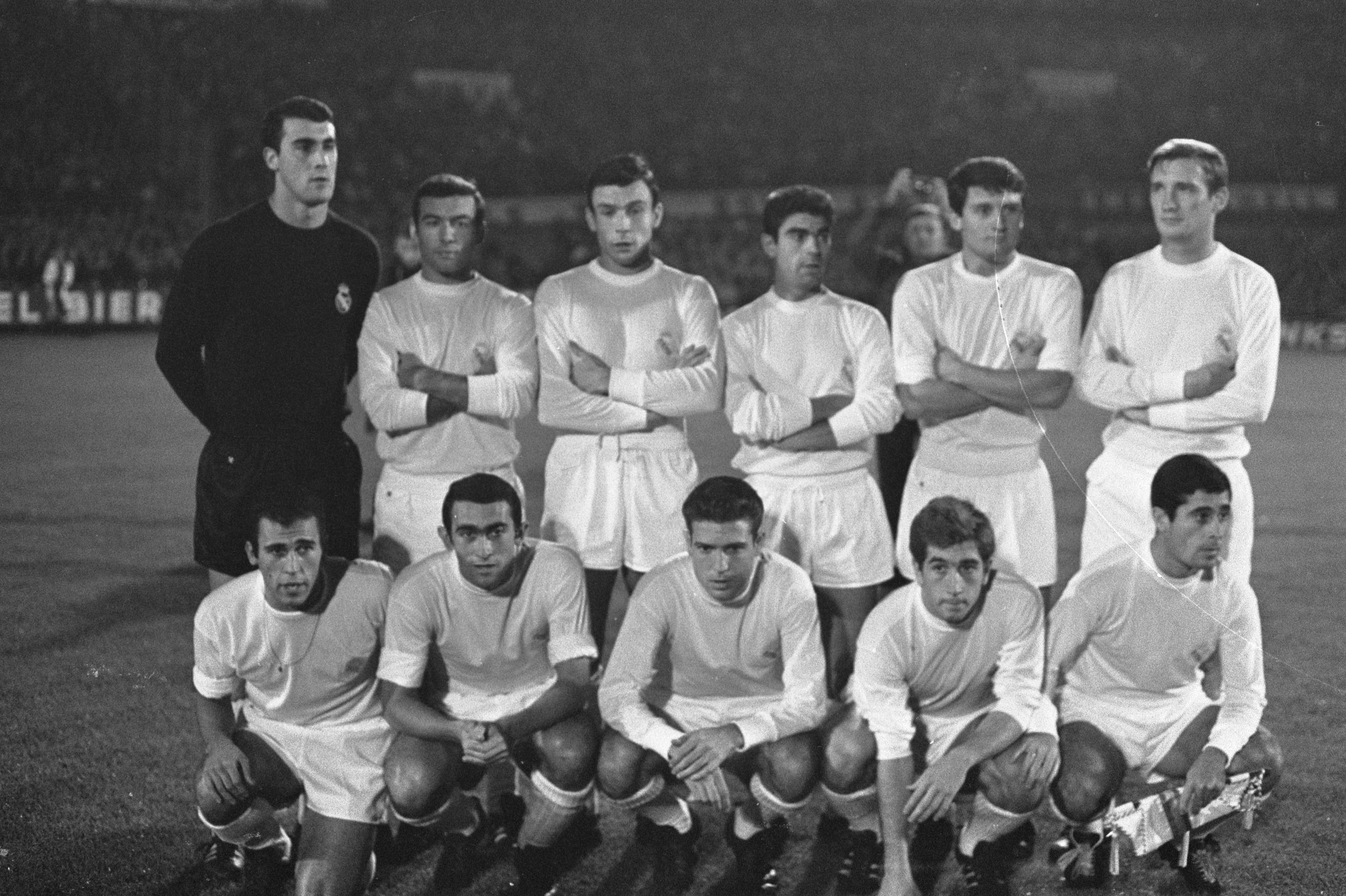
Startaufstellung von Real Madrid beim Hinspiel gegen Ajax am 20. September 1967

Die Hinspiele fanden vom 13. bis zum 27. September, die Rückspiele vom 19. September bis zum 18. Oktober 1967 statt.
|                        | Gesamt    |                          | Hinspiel | Rückspiel |
| ---------------------- | --------- | ------------------------ | -------- | --------- |
| Beşiktaş Istanbul      | 0:4       | SK Rapid Wien            | 0:1      | 0:3       |
| Glentoran FC           | (a)1:1(a) | Benfica Lissabon         | 1:1      | 0:0       |
| Eintracht Braunschweig | 1         | KS Dinamo Tirana         |          |           |
| Valur Reykjavík        | (a)4:4(a) | Jeunesse Esch            | 1:1      | 3:3       |
| Manchester United      | 4:0       | Hibernians Football Club | 4:0      | 0:0       |
| Górnik Zabrze          | 4:0       | Djurgårdens IF           | 3:0      | 1:0       |
| Skeid Oslo             | 1:2       | Sparta Prag              | 0:1      | 1:1       |
| AS Saint-Étienne       | 5:0       | Kuopion PS               | 2:0      | 3:0       |
| Celtic Glasgow         | 2:3       | Dynamo Kiew              | 1:2      | 1:1       |
| Olympiakos Nikosia     | 3:5       | FK Sarajevo              | 2:2      | 1:3       |
| Olympiakos Piräus      | 0:2       | Juventus Turin           | 0:0      | 0:2       |
| Dundalk FC             | 1:9       | Vasas Budapest           | 0:1      | 1:8       |
| Ajax Amsterdam         | 2:3       | Real Madrid              | 1:1      | 1:2 n. V. |
| FC Basel               | 4:5       | Hvidovre IF              | 1:2      | 3:3       |
| FC Karl-Marx-Stadt     | 2:5       | RSC Anderlecht           | 1:3      | 1:2       |
| AFD Trakia Plowdiw     | 2:3       | Rapid Bukarest           | 2:0      | 0:3 n. V. |

## 2. Runde
Die Hinspiele fanden vom 15. bis zum 29. November, die Rückspiele vom 17. November bis zum 13. Dezember 1967 statt.
|                  | Gesamt |                        | Hinspiel | Rückspiel |
| ---------------- | ------ | ---------------------- | -------- | --------- |
| Vasas Budapest   | 11:10  | Valur Reykjavík        | 6:0      | 5:1       |
| Hvidovre IF      | 3:6    | Real Madrid            | 2:2      | 1:4       |
| SK Rapid Wien    | 1:2    | Eintracht Braunschweig | 1:0      | 0:2       |
| FK Sarajevo      | 1:2    | Manchester United      | 0:0      | 1:2       |
| Benfica Lissabon | 2:1    | AS Saint-Étienne       | 2:0      | 0:1       |
| Dynamo Kiew      | 2:3    | Górnik Zabrze          | 1:2      | 1:1       |
| Sparta Prag      | 6:5    | RSC Anderlecht         | 3:2      | 3:3       |
| Juventus Turin   | 1:0    | Rapid Bukarest         | 1:0      | 0:0       |

## Viertelfinale

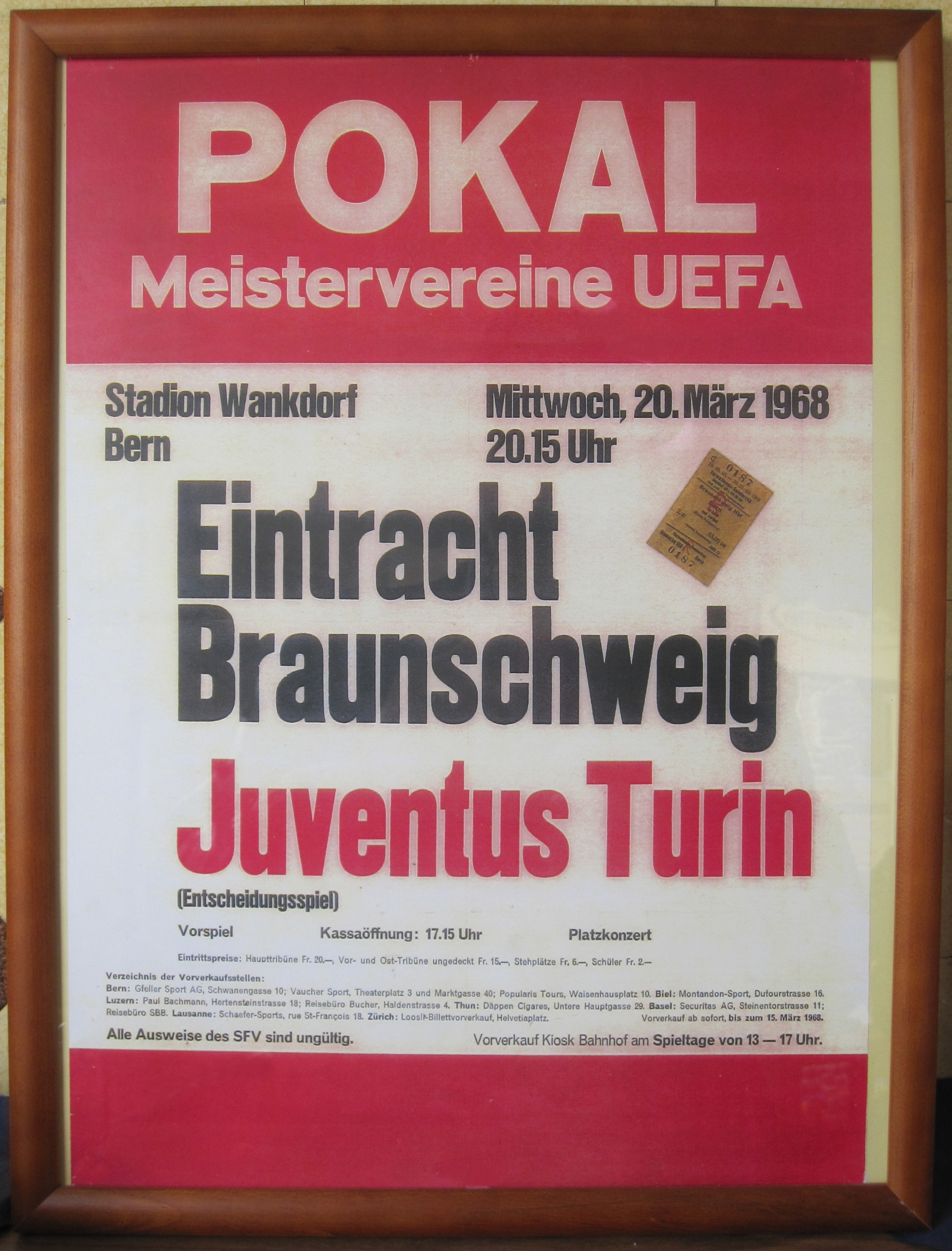
Ankündigung des Entscheidungsspiels Eintracht Braunschweig vs. Juventus Turin

Die Hinspiele fanden vom 31. Januar bis zum 6. März, die Rückspiele vom 28. Februar bis zum 20. März 1968 statt.
|                        | Gesamt |                  | Hinspiel | Rückspiel |
| ---------------------- | ------ | ---------------- | -------- | --------- |
| Eintracht Braunschweig | 3:3    | Juventus Turin   | 3:2      | 0:1       |
| Manchester United      | 2:1    | Górnik Zabrze    | 2:0      | 0:1       |
| Vasas Budapest         | 0:3    | Benfica Lissabon | 0:0      | 0:3       |
| Real Madrid            | 4:2    | Sparta Prag      | 3:0      | 1:2       |

### Entscheidungsspiel
Das Spiel fand am 20. März 1968 statt.
|                | Ergebnis |                        |
| -------------- | -------- | ---------------------- |
| Juventus Turin | 1:0      | Eintracht Braunschweig |

## Halbfinale
Die Hinspiele fanden 24. April/9. Mai, die Rückspiele am 15. Mai 1968 statt.
|                   | Gesamt |                | Hinspiel | Rückspiel |
| ----------------- | ------ | -------------- | -------- | --------- |
| Manchester United | 4:3    | Real Madrid    | 1:0      | 3:3       |
| Benfica Lissabon  | 3:0    | Juventus Turin | 2:0      | 1:0       |

## Finale
| Manchester United                            | Manchester United | Benfica Lissabon | Benfica Lissabon |
| -------------------------------------------- | --- | --- | ---------------- |
| Manchester United                            | \| Finale \| \| 29. Mai 1968 in London (Wembley-Stadion) \| \| Ergebnis: 4:1 n. V. (1:1, 0:0) \| \| Zuschauer: 92.225 \| \| Schiedsrichter: Concetto Lo Bello ( Italien) \|                  | \| Finale \| \| 29. Mai 1968 in London (Wembley-Stadion) \| \| Ergebnis: 4:1 n. V. (1:1, 0:0) \| \| Zuschauer: 92.225 \| \| Schiedsrichter: Concetto Lo Bello ( Italien) \|                                       | Benfica Lissabon |
| Manchester United                            | Alex Stepney – Shay Brennan, Bill Foulkes, David Sadler, Tony Dunne – Pat Crerand, Bobby Charlton , Nobby Stiles – George Best, Brian Kidd, John Aston Cheftrainer: Matt Busby ( Schottland) | José Henrique – Adolfo Calisto, Humberto Fernandes, Jacinto Santos, Fernando Cruz – Jaime Graça, Mário Coluna , José Augusto – José Augusto Torres, Eusébio, António Simões Cheftrainer: Otto Glória ( Brasilien) | Benfica Lissabon |
| Manchester United                            | 1:0 Bobby Charlton (53.) 2:1 George Best (93.) 3:1 Brian Kidd (94.) 4:1 Bobby Charlton (99.)                                                                                                 | 1:1 Jaime Graça (75.) | Benfica Lissabon |
| Finale                                       | | |                  |
| 29. Mai 1968 in London (Wembley-Stadion)     | | |                  |
| Ergebnis: 4:1 n. V. (1:1, 0:0)               | | |                  |
| Zuschauer: 92.225                            | | |                  |
| Schiedsrichter: Concetto Lo Bello ( Italien) | | |                  |

## Beste Torschützen
| Rang | Spieler              | Klub             | Tore |
| ---- | -------------------- | ---------------- | ---- |
| 1    | Eusébio              | Benfica Lissabon | 6    |
| 2    | Francisco Gento      | Real Madrid      | 5    |
|      | Václav Mašek         | Sparta Prag      | 5    |
|      | Paul Van Himst       | RSC Anderlecht   | 5    |
| 5    | Amaro Amancio        | Real Madrid      | 4    |
|      | Hermann Gunnarsson   | Valur Reykjavík  | 4    |
|      | Włodzimierz Lubański | Górnik Zabrze    | 4    |

## Eingesetzte Spieler Manchester United
| 1.                | Manchester United |
| ----------------- | --- |
| Manchester United | - Tor: Alex Stepney (9/-) - Abwehr: David Sadler (9/3); Tony Dunne (9/-); Francis Burns (7/-); Bill Foulkes (6/1); Shay Brennan (3/-); John Fitzpatrick (2/-) - Mittelfeld: George Best (9/3); Bobby Charlton (9/2); Pat Crerand (9/-); Nobby Stiles (7/-) - Sturm: Brian Kidd (9/2); John Aston (6/1); Denis Law (3/2); David Herd (1/-); Jimmy Ryan (1/-) - Trainer: Matt Busby |